# Cyrenaika

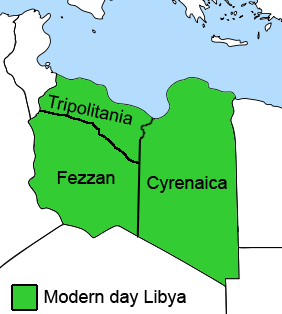
Cyrenaika i moderna Libyen.

Cyrenaika (Cyrenaica, grekiska: Κυρηναϊκή, Kyrēnaikē; arabiska: برقه, Barqah) är en av Libyens tre huvudregioner. Den utgörs av det delvis bergiga kustområdet i nordöstra Libyen, senare kompletterat med den östra halvan av Libyens del av Sahara. Kustområdet, det antika Cyrenaika, var ett rikt bevattnat och fruktbart landskap mellan Stora Syrten och udden Ardanis (nu Ras el-Milh).

## Geografi

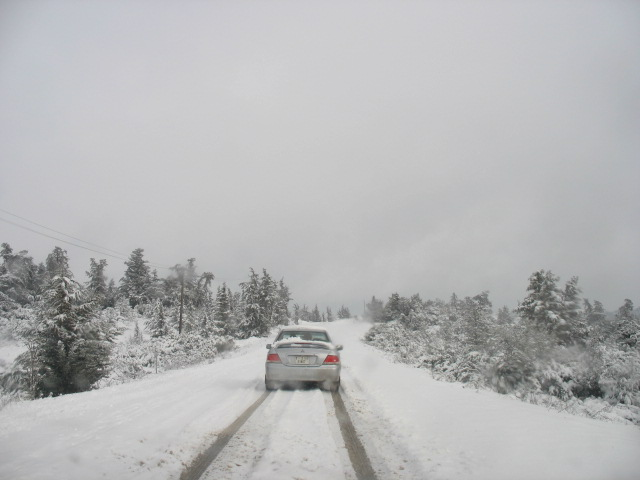
Snöväder i Cyrenaika, februari 2008.

Den moderna libyska regionen Cyrenaika utgör den östra halvan av Libyen, det vill säga det som inte omfattas av Tripolitanien eller Fezzan. Den nordligaste delen av Cyrenaika är den delvis bergiga kustregion som motsvarar det antika Cyrenaika. Bergen innanför kustområdet får under vinterhalvåret relativt mycket nederbörd, vilket gör området relativt grönt. På vintern är det heller inte ovanligt med snöfall i vissa områden.

## Historia

### Grekisk kolonisation
Cyrenaika blev på 600-talet f.Kr. koloniserat av greker av dorisk stam. Invånare på ön Thera grundade omkring 630 f.Kr. under ledning av Battos staden Kyrene, som har gett landskapet sitt namn. Dorerna grundlade fyra andra städer i området: Apollonia, Barka, Taucheira och Euesperides, varför landskapet senare fick namnet Pentapolis ("Femstaden"). Battos ättlingar härskade såsom konungar, och senare under persisk överhöghet. Omkring 450 f.Kr. störtades konungadömet, men till följd av inre strider ryckte snart enskilda tyranner till sig makten.
Landet slöt sig frivilligt till Alexander den store. Efter hans död togs det i besittning av Ptolemaios I, och det lydde därefter under Egypten. Från 117 f.Kr. bildade Cyrenaika ett eget konungarike under en yngre gren av ptolemaiernas släkt, tills Apion, naturlig son till Ptolemaios VIII Fyskon, 96 f.Kr. testamenterade det till romarna.

### Romersk provins

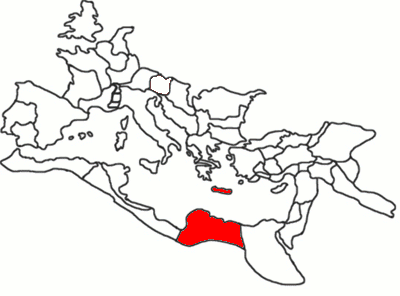
Kreta och Cyrenaika som romerska provinser.

År 78 f.Kr. organiserades området som administrativ provins tillsammans med Kreta. Under denna tidsperiod fanns även en judisk befolkning av nämnvärd storlek i Cyrenaika, som dock blev offer för retribution från romarna efter revolterna år 73 e.Kr. och år 115 e.Kr.
Under Diocletianus 296 förändrades den administrativa strukturen. Cyrenaika delades i två provinser: Libya Superior, som bestod av Pentapolis med Kyrene som huvudstad, och Libya Inferior, som bestod av Marmarica, under varsin guvernör. Efter romarrikets delning blev Cyrenaika del av det östromerska riket, medan gränsande Tripolitanien sedermera erövrades av vandalerna, tills det återerövrades av Belisarius 533.

### Modern tid

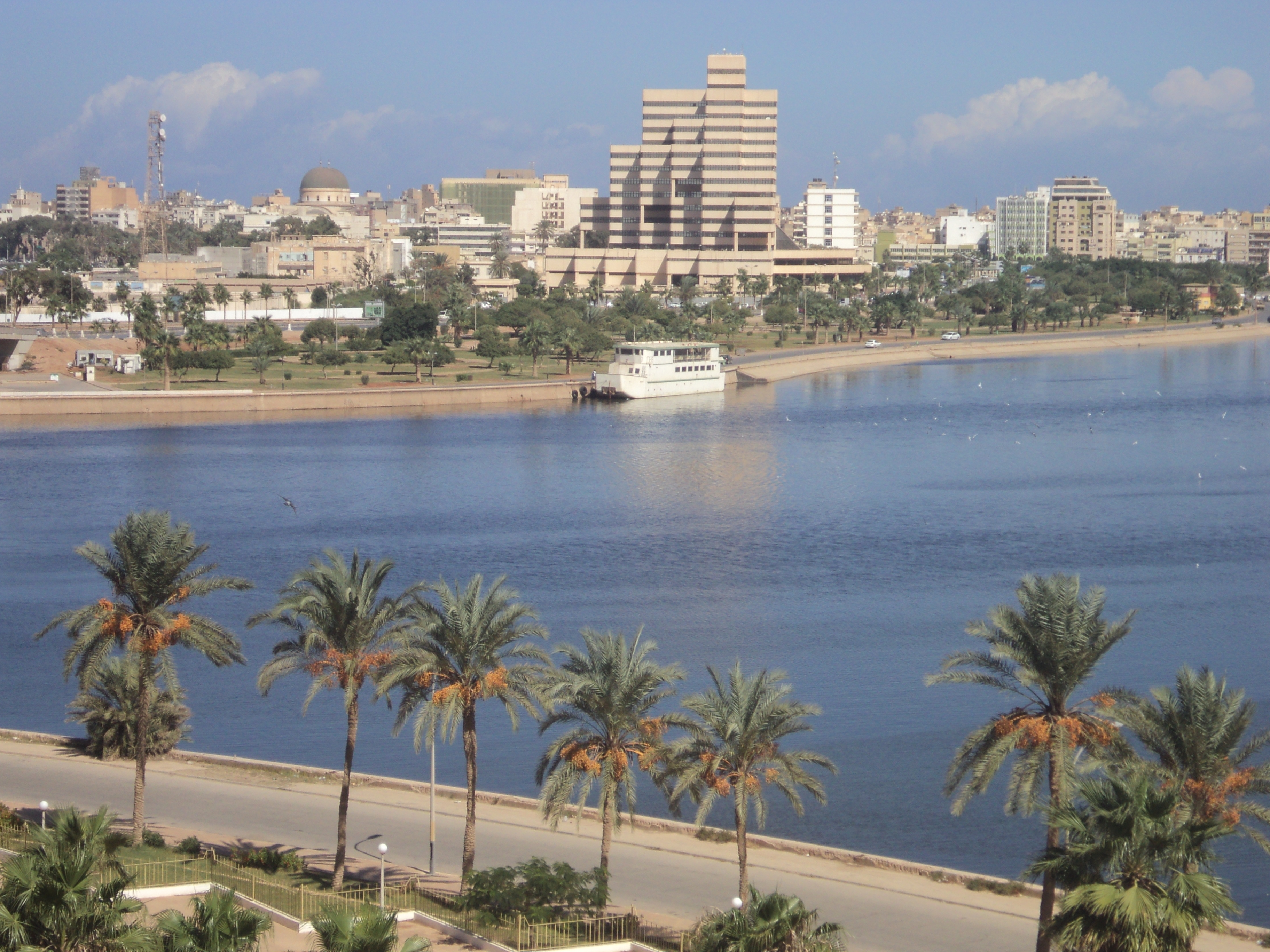
Staden Benghazi ligger idag i Cyrenaika.

Mellan 1912 och 1943 tillhörde Cyrenaika Italien, och under andra världskriget utspelade sig största delen av ökenkriget i detta område. Efter att ha stått under brittisk militäradministration fram till 1951 förenades Cyrenaika med de båda territorierna Fezzan och Tripolitanien för att bilda kungadömet Libyen. Idris, emir av Cyrenaika, blev landets kung.
Under modern tid har även försök att skapa ett Cyrenaika separat från resten av Libyen förekommit, bland annat år 2012.